# Graskrabspin
De graskrabspin (Xysticus erraticus) is een spinnensoort uit de familie van de krabspinnen (Thomisidae).
De wetenschappelijke naam van de soort werd in 1834 als Thomisus erraticus gepubliceerd door John Blackwall.